# Aire d'attraction de Metz
L'aire d'attraction de Metz est un zonage d'étude défini par l'Insee pour caractériser l’influence de la commune de Metz sur les communes environnantes. Publiée en octobre 2020, elle se substitue à l'aire urbaine de Metz, qui comportait 214 communes dans le zonage de 2010.

## Définition
L'aire d'attraction d'une ville est composée d’un pôle, défini à partir de critères de population et d’emploi ainsi que d’une couronne constituée des communes dont au moins 15 % des actifs travaillent dans le pôle. Le pôle d’attraction constitue ainsi un point de convergence des déplacements domicile-travail,.

## Géographie
L’aire d'attraction de Metz est une aire inter-départementale qui comporte 245 communes : 204 situées dans la Moselle et 41 en Meurthe-et-Moselle. 

### Carte

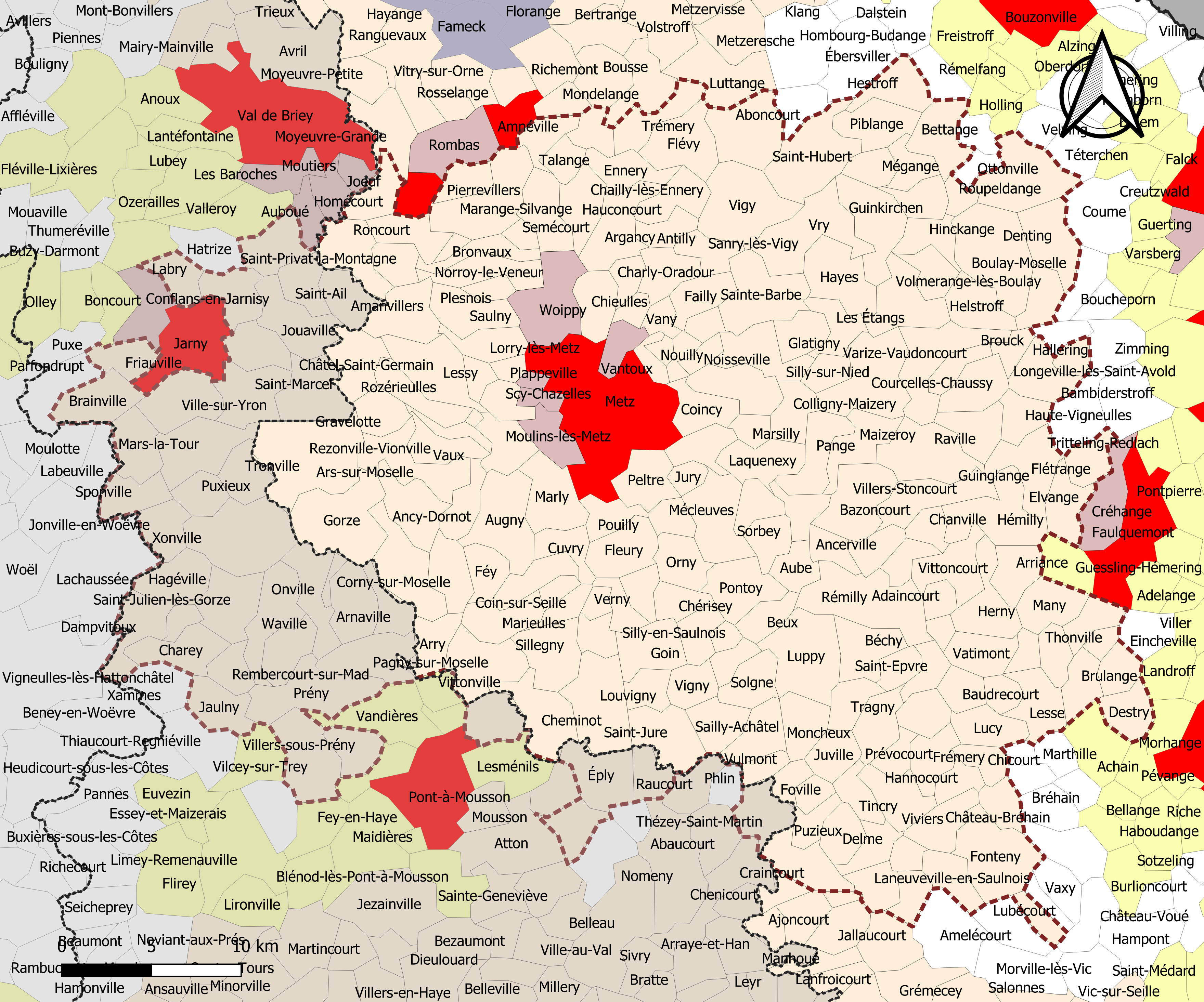
Carte de l'aire d'attraction de Metz.
Commune-centre
Commune du pôle principal
Commune de la couronne

### Composition communale
| Catégorie                  | Département        | Communes | Communes |
| Catégorie                  | Département        | Nombre   | Libellé |
| -------------------------- | ------------------ | -------- | --- |
| Commune-centre             | Moselle            | 1        | Metz. |
| Communes du pôle principal | Moselle            | 5        | Le Ban-Saint-Martin, Longeville-lès-Metz, Montigny-lès-Metz, Saint-Julien-lès-Metz, Woippy. |
| Communes de la couronne    | Moselle            | 198      | Adaincourt, Alaincourt-la-Côte, Amanvillers, Ancerville, Ancy-Dornot, Antilly, Arraincourt, Argancy, Arriance, Arry, Ars-Laquenexy, Ars-sur-Moselle, Aube, Augny, Ay-sur-Moselle, Bacourt, Bannay, Baudrecourt, Bazoncourt, Béchy, Bettelainville, Beux, Bionville-sur-Nied, Boulay-Moselle, Bronvaux, Brouck, Brulange, Buchy, Burtoncourt, Chailly-lès-Ennery, Chanville, Charleville-sous-Bois, Charly-Oradour, Châtel-Saint-Germain, Cheminot, Chenois, Chérisey, Chesny, Chieulles, Coincy, Coin-lès-Cuvry, Coin-sur-Seille, Colligny-Maizery, Condé-Northen, Corny-sur-Moselle, Courcelles-Chaussy, Courcelles-sur-Nied, Craincourt, Cuvry, Delme, Denting, Destry, Donjeux, Elvange, Ennery, Les Étangs, Failly, Fèves, Féy, Flétrange, Fleury, Flévy, Flocourt, Fonteny, Fouligny, Foville, Frémery, Glatigny, Goin, Gomelange, Gorze, Gravelotte, Guinglange, Guinkirchen, Hagondange, Hallering, Hannocourt, Han-sur-Nied, Hauconcourt, Hayes, Helstroff, Hémilly, Herny, Hestroff, Hinckange, Holacourt, Jouy-aux-Arches, Jury, Jussy, Juville, Laneuveville-en-Saulnois, Laquenexy, Lemoncourt, Lemud, Lesse, Lessy, Liéhon, Liocourt, Lorry-lès-Metz, Lorry-Mardigny, Louvigny, Lubécourt, Lucy, Luppy, Maizeroy, Maizières-lès-Metz, Malroy, Many, Marange-Silvange, Marange-Zondrange, Marieulles, Marly, Marsilly, La Maxe, Mécleuves, Mégange, Mey, Momerstroff, Moncheux, Montois-la-Montagne, Ogy-Montoy-Flanville, Morville-sur-Nied, Moulins-lès-Metz, Noisseville, Norroy-le-Veneur, Nouilly, Novéant-sur-Moselle, Oriocourt, Orny, Oron, Ottonville, Pagny-lès-Goin, Pange, Peltre, Piblange, Pierrevillers, Plappeville, Plesnois, Pommérieux, Pontoy, Pouilly, Pournoy-la-Chétive, Pournoy-la-Grasse, Prévocourt, Puzieux, Raville, Rémilly, Retonfey, Rezonville-Vionville, Roncourt, Roupeldange, Rozérieulles, Sailly-Achâtel, Sainte-Barbe, Saint-Epvre, Saint-Hubert, Saint-Jure, Sainte-Marie-aux-Chênes, Saint-Privat-la-Montagne, Sainte-Ruffine, Sanry-lès-Vigy, Sanry-sur-Nied, Saulny, Scy-Chazelles, Secourt, Semécourt, Servigny-lès-Raville, Servigny-lès-Sainte-Barbe, Sillegny, Silly-en-Saulnois, Silly-sur-Nied, Solgne, Sorbey, Suisse, Talange, Thicourt, Thimonville, Thonville, Tincry, Tragny, Trémery, Vantoux, Vany, Varize-Vaudoncourt, Vatimont, Vaux, Vernéville, Verny, Vigny, Vigy, Villers-Stoncourt, Vittoncourt, Viviers, Voimhaut, Volmerange-lès-Boulay, Vry, Vulmont, Xocourt. |
| Communes de la couronne    | Meurthe-et-Moselle | 41       | Arnaville, Batilly, Bayonville-sur-Mad, Bouxières-sous-Froidmont, Brainville, Bruville, Chambley-Bussières, Charey, Dampvitoux, Dommartin-la-Chaussée, Doncourt-lès-Conflans, Éply, Friauville, Giraumont, Hagéville, Hannonville-Suzémont, Jaulny, Jouaville, Labry, Mars-la-Tour, Moineville, Onville, Pagny-sur-Moselle, Port-sur-Seille, Prény, Puxieux, Raucourt, Rembercourt-sur-Mad, Saint-Ail, Saint-Julien-lès-Gorze, Saint-Marcel, Sponville, Thézey-Saint-Martin, Tronville, Vandelainville, Vilcey-sur-Trey, Villecey-sur-Mad, Villers-sous-Prény, Ville-sur-Yron, Waville, Xonville. |

## Démographie
Cette aire est catégorisée dans les aires de 200 000 à moins de 700 000 habitants, une catégorie qui regroupe 23,6 % de la population au niveau national,.